# Hvordan vi slipper af med de andre
Hvordan vi slipper af med de andre er en dansk spillefilm fra 2007, instrueret af Anders Rønnow Klarlund. Den er på samme tid et komediedrama, en politisk dystopi og en satire over velfærdsstaten.

## Handling
Ved en gennemgang af de offentlige registre finder en embedsmand, at en lille gruppe mennesker i Danmark står for størstedelen af samfundets udgifter på social- og sundhedsområdet. Det ender med, at regeringen i sine bestræbelser på at sikre fortsat fremgang og velstand i Danmark indfører "De nye Københavner-kriterier", som skal vurdere alle de borgere i samfundet, der har modtaget mere fra det offentlige end de har ydet, med henblik på en evt. henrettelse. Det drejer sig blandt om folk, der er førtids- og invalidepensionister, invalide og kontanthjælpsmodtagere, kriminelle, sociale bedragere, men ikke folkepensionister. De skal interneres, og filmens hovedpersoner John, Gerda, Nancy, China og Melanie, er kun en enkelt samtale væk fra at blive henrettet, da vi møder dem i ventesalen. MF'eren Folke Rasmussen og major Christian Andersen interviewer dem og skal beslutte, hvem af dem, der skal aflives.

## Medvirkende
- Søren Pilmark - Christian Andersen
- Louise Mieritz - Sidse
- Lene Tiemroth - Gerda
- Tommy Kenter - Ole
- Søren Fauli - Folke Rasmussen
- Poul Glargaard - John
- Lene Poulsen - Nancy
- Marie Caroline Schjeldal - Melanie
- Kim Sønderholm - Jens
- Rasmus Botoft - China
- Jesper Langberg - William
- Claus Bue - Minister
- Kirsten Peüliche - Inge
- Mads Wille - Claes
- Max Hansen Jr. - Paul
- Laila Andersson - Kitty
- Niels Weyde - Mogens
- Per Scheel-Krüger - Sergent
- Nils P. Munk - Højtalerstemme
- David Garmark - Korporal
- Emil Tarding - Ballademager på diskotek
- Thomas Pihl Larsen - Far Bakken
- Pia Stage-Larsen - Mor Bakken
- Patrick Simonsen - Dreng Bakken
- Jacob Faartoft Merklin - Elitesoldat
- Anders Glümer - Elitesoldat
- Jacob Thorsøe Nielsen - Elitesoldat
- Henrik V. Jensen - Elitesoldat
- Stefania Omarsdóttir - Belinda Jakobsen
- Lukas Rønnow Klarlund - Lille dreng
- Pia Neergaard - Kvindelig fange
- Adedayo Adeleke Oyedeji - Afrikaner
- Jan Nielecki - Vagt
- Joackim Penti Gonella - Vagt
- Zeniab Sabbah - Højtalerstemme
- Ronni Husmand - Soldat